# Мотко (станция)
Мотко — населённый пункт (тип: станция)  в составе Лендерского сельского поселения Муезерского района Республики Карелия.

## География
Расположен в западной части средней Карелии, вблизи государственной границы с Финляндией.

## История
Посёлок при станции Мотко возник благодаря строительству первой очереди Западно-Карельской магистрали. Станция Мотко (с 1980-х — остановочный пункт) сдана в эксплуатацию 1 ноября 1960 года.

## Население
| 2002 | 2010 | 2013 |
| ---- | ---- | ---- |
| 0    | →0   | ↗1   |

## Инфраструктура
Путевое хозяйство Западно-Карельской магистрали Октябрьской железной дороги.
Социальные услуги жители получают в ближайших населённых пунктах.

## Транспорт
Мотко доступно автомобильным и железнодорожным транспортом.